# Scrap Mechanic
Scrap Mechanic è un videogioco Sandbox multigiocatore sviluppato e pubblicato da Axolot Games per Windows a partire dal 20 gennaio 2016. La prima versione conteneva la modalità creativa con accesso illimitato a tutte le risorse del gioco, e fu il gioco più venduto del giorno, con 2 milioni di copie stimate. Il 7 maggio 2020 fu sviluppata la modalità sopravvivenza del gioco, includente: nuovi materiali, nuovi nemici, fauna selvatica, agricoltura, scavenging e cucina, nonché l'aggiunta di un bioma sottomarino.

## Modalità di gioco
Il gioco presenta 3 modalità diverse di gioco:
Modalità Sfida: il giocatore dovrà attraversare diverse sfide con livello di difficoltà ascendente, esse consisteranno nel costruire invenzioni con materiali limitati per oltrepassare ostacoli o sconfiggere nemici.
Modalità sopravvivenza: il giocatore comparirà in un monto generato casualmente, fornito del minimo necessario per iniziare a giocare. Bisognerà prestare attenzione a salute, nutrimento e idratazione mentre si cercano materiali da costruzione e si creano varie strutture, veicoli e si eliminano nemici (vedi sezione sottostante).
Modalità creativa: il giocatore potrà sceglierr tra due mondi (superpiatto e normale), entrambi precaricati e sempre uguali. Eventualmente, si potrà anche creare un mondo a proprio piacimento piazzando strutture e modificando il terreno. In questa modalità, il giocatore avrà statistiche illimitate e accesso a materiali illimitati, per poter sprigionare la propria creatività.

## Nemici
Robot elettrico: Robot di base livello 1, il suo unico attacco è di colpirti con la sua antenna elettrizzata, togliendoti 10-15 punti vita (HP).
Robot Agricolo: Robot livello 2, attacca colpendo il giocatore con la forca da paglia, fa 25HP di danno per colpo.
Robot Torretta: Robot livello 5, la versione potenziata del robot elettrico, fa 50HP di danno con un colpo. Trovato solo nelle basi con 2-3 piani.
Robot BOSS: Robot livello 10, la versione finale che uccide in un colpo, si può trovare a difesa del tesoro negli edifici con 4-5 piani.